# قائمة زملاء الجمعية الملكية المنتخبين في 1692
هذه الصفحة تعرض قائمة زملاء الجمعية الملكية المُنتخبين لعام 1692.

## الزملاء
- George Mackenzie, 1st Earl of Cromartie [الإنجليزية]‏
- Edward Lany [الإنجليزية]‏